# Nicole Corsino
Nicole Corsino, née à Marseille le 8 septembre 1961, est une chorégraphe française.

## Biographie
Nicole Corsino commence la danse très jeune, à l'âge de 6 ans. Elle se forme à la discipline et forme avec son conjoint et partenaire artistique, Norbert Corsino, le duo N+N Corsino. 
C'est une chorégraphe créative qui centre son œuvre sur le mouvement des corps, unis avec les paysages. Son but est de mettre en valeur la capacité du mouvement des corps à modifier ce qui les entoure et comment cela crée une nouvelle signification. Sa carrière va de pair avec celle de son coéquipier Norbert Corsino : les deux signent toutes les œuvres et chorégraphies.  
Après avoir créé plusieurs spectacles de danse, elle ajoute à sa pratique la vidéo. En 2019, ils réalisent ensemble l'application Self Patterns, qui propose une navigation en réalité augmentée chorégraphiée. 
Le couple dirige Scène 44, un lieu artistique au croisement de la danse et des arts numériques, à Marseille.

## Expositions et spectacles
Nicole et Norbert Corsino montre leur travail un peu partout en France dans des festivals de danse mais aussi au sein de musée comme au Centre Pompidou en 2006.
En 2020, le Frac Franche-Comté présente leur travail dans le cadre de l'exposition Dancing machine, aux côtés d'artistes plasticiens tels que Agnès Geoffray, Esther Ferrer ou Hans Bellmer.

## Distinctions
- Chevalier de l'ordre des Arts et des Lettres[10]